# Ostrov Říjnové revoluce
Ostrov Říjnové revoluce (rusky Остров Октябрьской Революции –  Ostrov Okťabrskoj Revoljucii) je největší ostrov souostroví Severní země v Severním ledovém oceánu. Patří k Rusku, kde od 1. ledna 2007 spadá do Tajmyrského rajónu Krasnojarského kraje (předtím byl součástí samostatného Tajmyrského autonomního okruhu).
Celková rozloha ostrova je 14 710 kilometrů čtverečních, nejvyšším bodem je vrchol Karpinského ledovce ve východní části ostrova s výškou zhruba 965 metrů, který je i nejvyšším bodem celého souostroví. Sedm ledovců pokrývá zhruba polovinu ostrova, druhá polovina je porostlá tundrou. Na jihovýchodě je oddělen od Bolševiku 20–38 kilometrů širokým Šokalského průlivem a na severozápadě 3–18 kilometrů širokým průlivem Rudé armády od ostrovů Komsomolec a Pioněr. Východní břeh ostrova omývá moře Laptěvů, západní břeh Karské moře.
Ostrov objevila spolu s celou Severní zemí v roce 1913 expedice Borise Andrejeviče Vilkického a nazvala ho původně Svatá Alexandra (rusky Святая Александра – Svjataja Alexandra). Rozsah ostrova ovšem prokázala až expedice Georgije Alexejeviče Ušakova a Nikolaje Nikolajeviče Urvanceva v letech 1930–1932.